# Granddad
Granddad è un cortometraggio muto del 1913 diretto da Thomas H. Ince.

## Trama
Mildred vive con suo nonno, Jabez Burr, veterano della Guerra Civile, a cui vuole molto bene. Un giorno riceve una lettera di suo padre che le annuncia di essersi risposato. Quando la nuova sposa scopre che Jabez è un alcolista cerca di separarlo da Mildred. Per evitare ulteriori problemi Jabez decide di partire. A sua nipote racconta di essere felice e di lavorare in una grande fattoria ma, in realtà, la sua nuova vita è molto più misera.

## Produzione
Il film fu prodotto dalla Broncho Film Company.

## Distribuzione
Distribuito dalla Mutual, il film - un cortometraggio in due bobine - uscì nelle sale cinematografiche statunitensi il 23 luglio 1913. È stato distribuito in DVD dall'Image Entertainment nel 2000.